# Josef von Strasser
Karl Josef von Strasser, OSB (auch Josef Strasser; * 14. Mai 1870 in Erl (Tirol); †  18. Oktober 1939 in Salzburg) war Benediktinermönch der Erzabtei St. Peter, Archivar und Schriftsteller.

## Leben
Er wurde als Sohn eines Landarztes in Tirol erzogen. Die Schule besuchte er ab 1876 in St. Pantaleon. Im Jahr 1881 kam er als Gymnasiast in das Collegium Borromäum nach Salzburg. Er maturierte 1889 und wurde im selben Jahr in das Noviziat des Stiftes St. Peter aufgenommen. Seine theologischen Studien absolvierte er von 1890 bis 1894 an der Theologischen Fakultät Salzburg, einer Vorgängerin der heutigen Universität Salzburg. Während dieser Jahre legte er (1893) die Feierliche Profess ab und wurde (ebenso 1893) zum Priester geweiht. 1894 wurde er Kaplan in Gurk und gleichzeitig Pfarrprovisor von St. Jakob ob Gurk, 1895 Kooperator von Abtenau.
Ins Stift zurückgekehrt, diente er von 1901 bis 1908 als Stiftskämmerer. Daraufhin kam er nach Wien, um die Archivars- und Historikerausbildung am Institut für Österreichische Geschichtsforschung zu absolvieren. Er besuchte in diesen Jahren auch Vorlesungen beim Archäologen und Kunsthistoriker Moriz Hoernes und dem Volkskundler Michael Haberlandt. In den 25 Jahren von 1910 bis 1935 wirkte er als Stiftsarchivar in seinem Kloster in Salzburg.
1925 wurde er Herausgeber der Studien und Mitteilungen zur Geschichte des Benediktinerordens und seiner Zweige und führte in diesem Zusammenhang eine umfangreiche wissenschaftliche Korrespondenz. Im selben Jahr erfolgte seine Aufnahme als außerordentliches Mitglied in die Bayerische Benediktinerakademie. 1898 trat er der Gesellschaft für Salzburger Landeskunde bei; bis 1933 gehörte er ihrem Vorstand an.
Nicht zuletzt wirkte P. Josef als Seelsorger in den inkorporierten Pfarren seines Stifts. 1928 war er als Katechet in Grödig eingesetzt, diente von 1930 bis 1931 als Pfarrprovisor in Rußbach, war von 1932 bis 1935 Kaplan und Katechet in Goldenstein und in ebendieser Funktion von 1936 bis 1939 im Sanatorium der Barmherzigen Brüder in Schärding tätig.
Strassers Tagebucheinträge erwiesen sich als wertvolle Quellen für die Forschung über die die Erzabtei in der Zwischenkriegszeit.

## Werke (in Auswahl)
- Die Kirchen von Salzburg : Ein Führer und Andenkenbuch. Krinner, Salzburg 1925 (64 Seiten, mit Abbildungen).
- Zahlreiche Beiträge in den Zeitschriften: Studien und Mitteilungen zur Geschichte des Benediktinerordens und seiner Zweige; Salzfass (Heimatkundliche Zeitschrift des Historischen Vereins Rupertiwinkel); Salzburger Chronik.

## Nachrufe (in Auswahl)
- Mitteilungen des Instituts für Österreichische Geschichtsforschung (MIÖG). Band 33, 1912, S. 199f.
- Mitteilungen der Gesellschaft für Salzburger Landeskunde. Band 80, 1940, S. 215f.
- Karl F. Hermann: Profeßbuch von Benediktiner-Erzabtei St. Peter in Salzburg. 1. Ergänzung (1856–1901). In: Mitteilungen der Gesellschaft für Salzburger Landeskunde. Band 100, 1960, S. 419–420 (zobodat.at [PDF]).